# Mailly-Raineval
Mailly-Raineval és un municipi francès situat al departament del Somme i a la regió dels Alts de França. L'any 2007 tenia 257 habitants.

## Demografia

### Població
El 2007 la població de fet de Mailly-Raineval era de 257 persones. Hi havia 98 famílies de les quals 16 eren unipersonals (12 homes vivint sols i 4 dones vivint soles), 41 parelles sense fills, 33 parelles amb fills i 8 famílies monoparentals amb fills.
La població ha evolucionat segons el següent gràfic:
Habitants censats

### Habitatges
El 2007 hi havia 107 habitatges, 98 eren l'habitatge principal de la família, 3 eren segones residències i 5 estaven desocupats. 105 eren cases i 2 eren apartaments. Dels 98 habitatges principals, 67 estaven ocupats pels seus propietaris, 29 estaven llogats i ocupats pels llogaters i 2 estaven cedits a títol gratuït; 1 tenia dues cambres, 9 en tenien tres, 24 en tenien quatre i 64 en tenien cinc o més. 90 habitatges disposaven pel capbaix d'una plaça de pàrquing. A 33 habitatges hi havia un automòbil i a 63 n'hi havia dos o més.

### Piràmide de població
La piràmide de població per edats i sexe el 2009 era:
| Homes | Edats   | Dones |
| ----- | ------- | ----- |
| 0     | 95 o +  | 0     |
| 0     | 90 a 94 | 0     |
| 0     | 85 a 89 | 0     |
| 0     | 80 a 84 | 0     |
| 0     | 75 a 79 | 0     |
| 8     | 70 a 74 | 4     |
| 0     | 65 a 69 | 4     |
| 4     | 60 a 64 | 0     |
| 4     | 55 a 59 | 12    |
| 12    | 50 a 54 | 4     |
| 4     | 45 a 49 | 8     |
| 16    | 40 a 44 | 4     |
| 4     | 35 a 39 | 4     |
| 8     | 30 a 34 | 8     |
| 20    | 25 a 29 | 8     |
| 4     | 20 a 24 | 16    |
| 12    | 15 a 19 | 4     |
| 8     | 10 a 14 | 0     |
| 4     | 5 a 9   | 0     |
| 8     | 0 a 4   | 8     |

## Economia

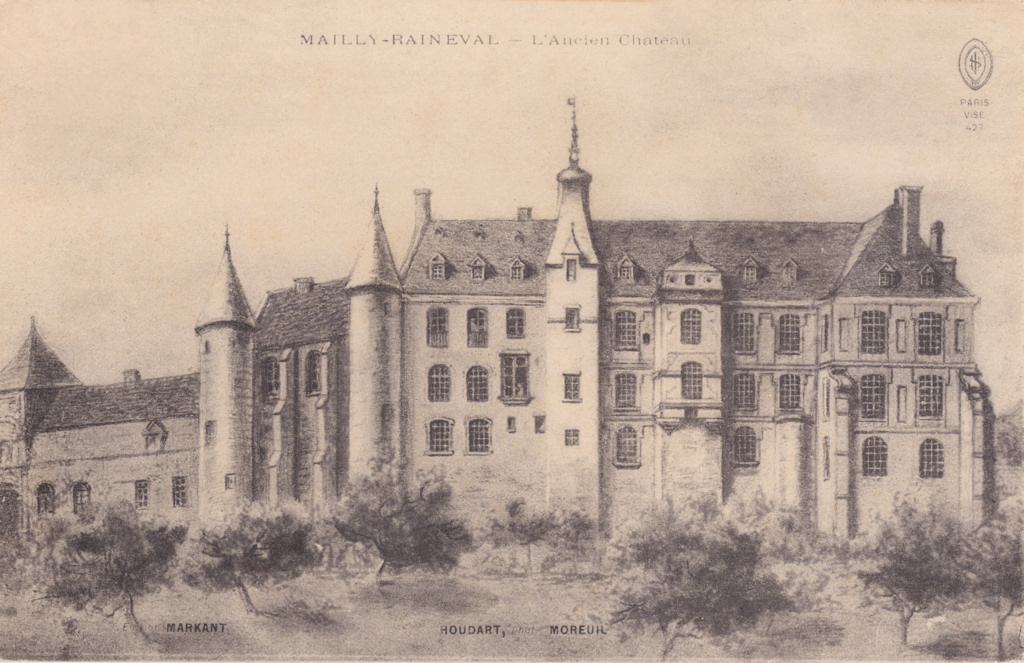
Castell

El 2007 la població en edat de treballar era de 173 persones, 144 eren actives i 29 eren inactives. De les 144 persones actives 129 estaven ocupades (71 homes i 58 dones) i 14 estaven aturades (6 homes i 8 dones). De les 29 persones inactives 12 estaven jubilades, 6 estaven estudiant i 11 estaven classificades com a «altres inactius».

### Ingressos
El 2009 a Mailly-Raineval hi havia 96 unitats fiscals que integraven 253,5 persones, la mediana anual d'ingressos fiscals per persona era de 17.926 €.

### Activitats econòmiques

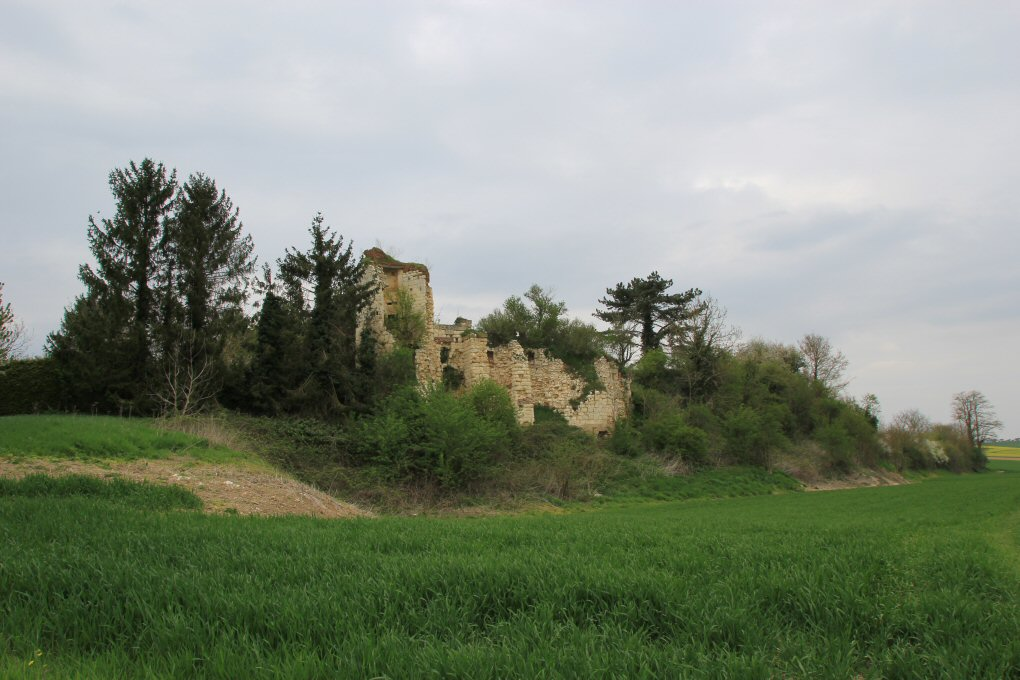
runes del castell

Dels 11 establiments que hi havia el 2007, 6 eren d'empreses de construcció, 1 d'una empresa de comerç i reparació d'automòbils, 2 d'empreses de transport i 2 d'empreses de serveis.
Dels 5 establiments de servei als particulars que hi havia el 2009, 1 era un paleta, 1 guixaire pintor, 1 fusteria i 2 lampisteries.
L'any 2000 a Mailly-Raineval hi havia 6 explotacions agrícoles.

## Equipaments sanitaris i escolars
El 2009 hi havia una escola elemental integrada dins d'un grup escolar amb les comunes properes formant una escola dispersa.

## Poblacions més properes
El següent diagrama mostra les poblacions més properes.